# 長角亞目
長角亞目（学名：Nematocera）是雙翅目的一個亞目，身體具有薄的，分段觸角，幼蟲主要是水生動物，包括蚊、大蚊、蚋和蠓科。
長角亞目特徵通常是絲狀，多節段觸角。